# Santa Clara del Vernet

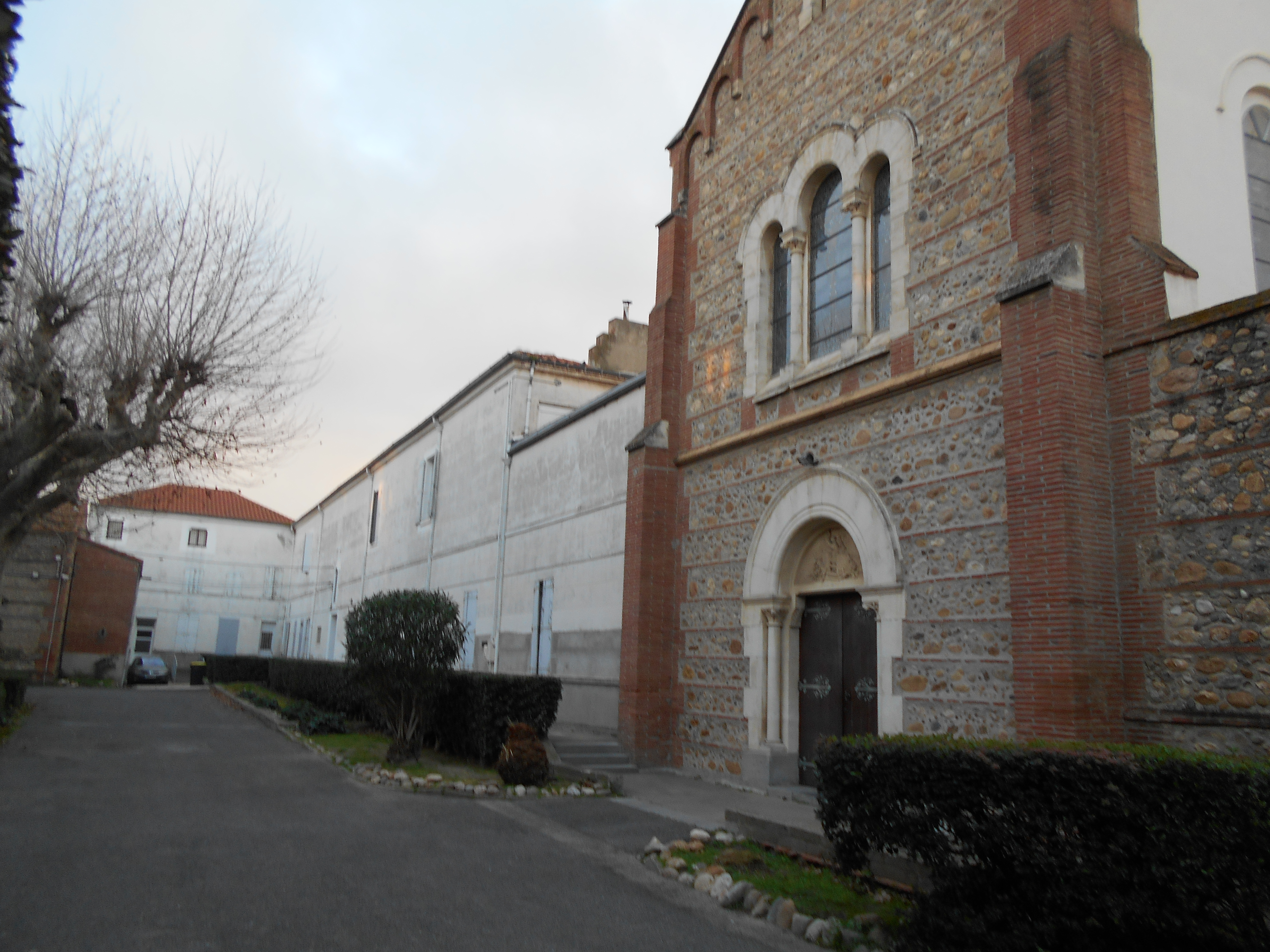
La capella i el convent de Santa Clara

Santa Clara del Vernet és la capella del convent actual de les clarisses de la ciutat de Perpinyà, a la comarca del Rosselló, de la Catalunya del Nord. És en el barri del Vernet, i és el dotzè emplaçament perpinyanenc del convent de Santa Clara. L'altre conservat és el de Santa Clara de Perpinyà.
És a la zona del Vernet Mitjà, en el número 107 de l'avinguda del Mariscal Joffre. El convent de les clarisses és un edifici bastant gran, i l'església ocupa l'extrem nord del conjunt d'edificis. Històricament, és l'hereu del convent de Santa Clara de Perpinyà, i fou construït el 1878. Representa el tercer emplaçament del convent de Santa Clara de Perpinyà, després del seu retorn a Perpinyà el 1822.

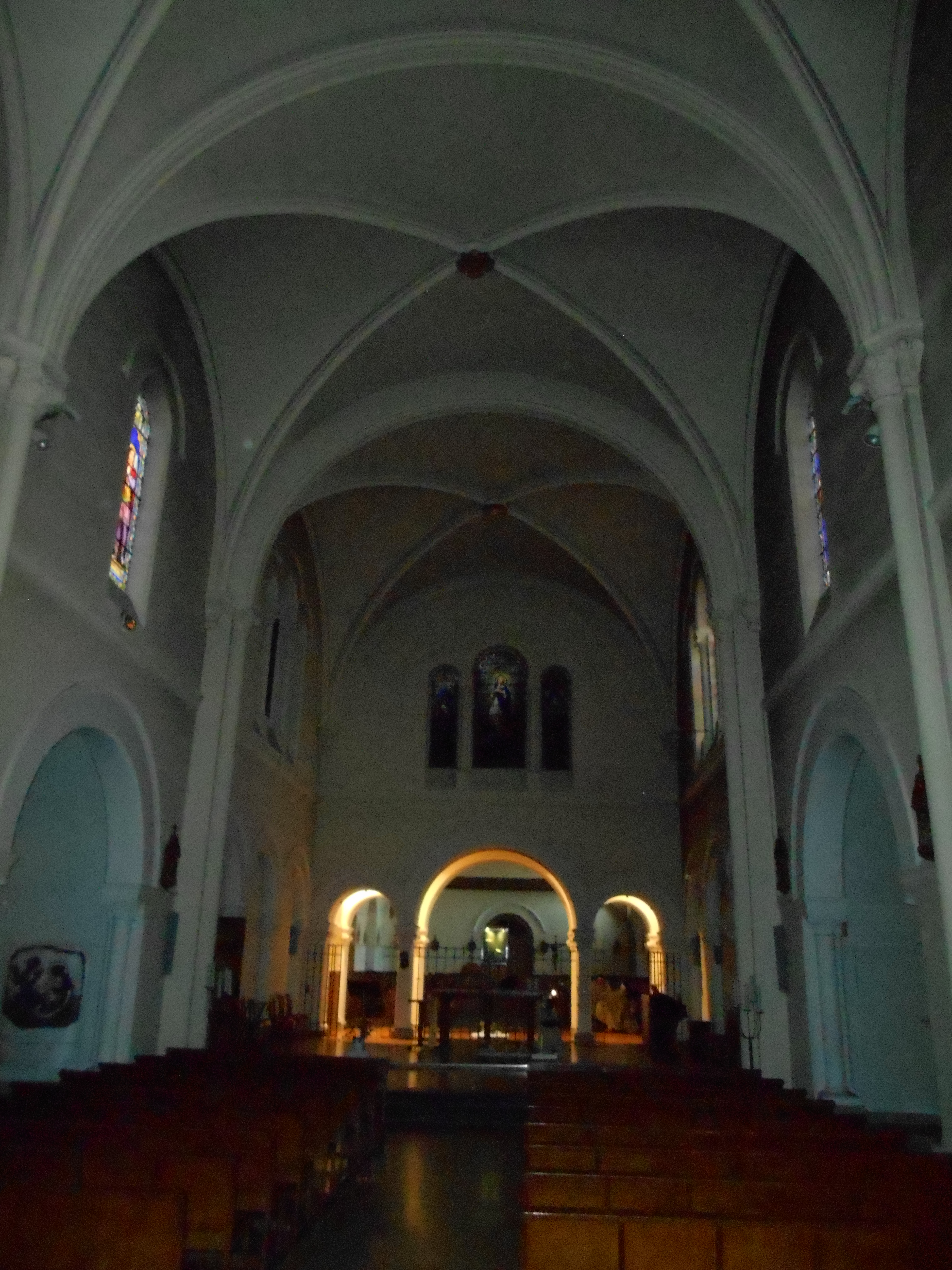
Interior de la capella, amb la zona reservada a les monges rere l'altar

L'Orde de Santa Clara, o Orde de Germanes Pobres de Santa Clara, popularment clarisses (en llatí Ordo Sanctae Clarae, OSC) és un orde monàstic femení dedicat a la vida contemplativa i a la pregària.
És al costat meridional de la capella del Crist Rei del Vernet, situada en el número 113 de la mateix avinguda i a prop, a l'altra banda del carrer i una mica més al sud, de la capella del Bon Pastor.